# Maytenus pittieriana
Maytenus pittieriana es una especie de planta perteneciente a la familia  Celastraceae. Es originaria de Venezuela.

## Taxonomía
Maytenus pittieriana  fue descrita por Julian Alfred Steyermark y publicado en Fieldiana, Botany 28: 338, f. 66. 1952.
Etimología
Maytenus: nombre genérico de  maiten, mayten o mayton, un nombre mapuche para la especie tipo Maytenus boaria.
pittieriana: epíteto otorgado en honor del botánico suizo Henri François Pittier.
Sinonimia
- Maytenus floribunda Reissek
- Maytenus floribunda Pittier[4]